# Jerneja Brecl
Jerneja Brecl (Maribor, 9 agosto 2001) è una saltatrice con gli sci slovena.

## Biografia
In Coppa del Mondo ha debuttato il 27 gennaio 2018 a Ljubno (27ª) e ha conquistato il primo podio nella medesima località il 9 febbraio 2019 (2ª nella gara a squadre). Ai Mondiali di Seefeld in Tirol 2019, suo esordio iridato, è stata 18ª nel trampolino normale e 4ª nella gara a squadre, mentre a quelli di Oberstdorf 2021 si è classificata 9ª nel trampolino normale e 16ª nel trampolino lungo.

## Palmarès

### Mondiali juniores
- 6 medaglie:
  - 1 oro (gara a squadre a Kandersteg 2018)
  - 2 argenti (gara a squadre a Park City 2017; gara a squadre a Oberwiesenthal 2020)
  - 3 bronzi (gara a squadre mista a Oberwiesenthal 2020; individuale, gara a squadre a Lahti/Vuokatti 2021)

### Coppa del Mondo
- Miglior piazzamento in classifica generale: 20 nel 2022
- 1 podio (a squadre):
  - 1 secondo posto